# Claudia Provaroni
Claudia Provaroni (Roma, 14 maggio 1998) è una pallavolista italiana, schiacciatrice della Roma Club.

## Caratteristiche tecniche
Di ruolo schiacciatrice, durante l'esperienza nella Megavolley gioca come libero.

## Carriera

### Club
La carriera di Claudia Provaroni inizia nella stagione 2014-15 nel Volleyrò, in Serie B1; nella stagione 2016-17 si trasferisce al Chieri '76, in Serie A2, categoria dove milita anche nell'annata 2017-18 con l'Hermaea e in quella 2018-19 con l'Academy Sassuolo: tuttavia a stagione in corso viene ceduta al Cutrofiano, sempre in Serie A2.
Per il campionato 2020-21 viene ingaggiata dal FTSV Straubing, nella 1. Bundesliga: terminati gli impegni con il club tedesco, conclude l'annata ritornando al Cutrofiano, in serie cadetta.
Nella stagione 2021-22 esordisce in Serie A1 vestendo la maglia della Wealth Planet Perugia; in quella 2023-24 si accasa alla Megavolley e in quella 2024-25 alla Roma Club, sempre in massima divisione, con cui vince la WEVZA Cup 2024 e la Challenge Cup.

### Nazionale
Nel 2015 viene convocata sia nella nazionale italiana under 18, con cui si aggiudica la medaglia d'oro al campionato mondiale, che in quella under 19, dove è chiamata anche nel 2016 per partecipare al campionato europeo.

## Palmarès

### Club
- Challenge Cup: 1

2024-25
- WEVZA Cup: 1

2024

### Nazionale (competizioni minori)
- Campionato mondiale under 18 2015